# Carlos Bojórquez Urzaiz
Carlos Eduardo Bojórquez Urzaiz, és un escriptor, antropòleg i historiador mexicà. Va estudiar en la Facultat de Ciències Antropològiques de la Universitat Autònoma de Yucatán i va ser catedràtic i investigador en aquesta institució des de 1976 fins a l'any 2011. Va exercir com a director de la facultat en el període comprés entre 1985 a 1993. Va obtenir el grau de doctor en Història a la Universitat de l'Havana a Cuba. Actualment és Rector de la Universitat d'Orient a Valladolid, Yucatán i integrant del Consell Mundial del Projecte José Martí de la UNESCO.

## Docència
Com a docent ha estat professor visitant de diverses universitats a l'Havana, Nova York, Califòrnia, Florida, Panamà, la Universitat Bolivariana de Veneçuela, i la Universitat de Pablo de Olavides, a Sevilla (Espanya). Així mateix, fou consultor de la UNESCO en temes relacionats amb José Martí.

## Obres
Entre les seves obres més destacades com a escriptor, es troben:
- Morley y la agricultura maya: Un problema en discusión
- Estructura agraria y maíz después de la Guerra de Castas
- Cuatro ensayos de historia yucateca
- Lo ignoraba usted (compilación hemerográfica de Alfredo Barrera Vásquez)
- Cubanos patriotas en Yucatán
- Cartas de un exiliado (en coautoría amb Luis Millet Cámara)
- Habanero campechano
- Quién fue José Martí
- Las Memorias de la Conferencia Internacional, “Por El equilibrio del Mundo” 8 tomos (coeditor amb Héctor Hernández Pardo)
- Homenaje al Dr. Leopoldo Zea (coautor amb Adalberto Santana)
- La familia, cruz del Apóstol (Ensayo psicoanalítico sobre José Martí, d'Eduardo Urzaiz Rodríguez)
- The Cuban Republic and José Martí (coautor con Maurice Font y Paul Estrade)[4]
- Rodolfo Menéndez de la Peña (coautor con Fausto Sánchez Rosas). Reseña histórica del primer congreso pedagógico de Yucatán. UADY, Mérida, Yucatán, México, 2008.
- Rodolfo Menéndez de la Peña (coautor con Cecilia García Moguel). Cartas, apuntes y otros escritos de Cuba. UADY, Mérida Yucatán, México, 2008. ISBN 978 968 9315 19 3

## Recerca de l'obra de José Martí
Carlos Bojórquez té família a Cuba. concretament, és nebot d' Eduardo Urzaiz Rodríguez —primer rector de la Universitat del Sud-est—, qui va conèixer personalment a José Martí. A causa d'aquesta raó, alguns dels principals assajos de Bojórquez se centren en la vida i pensament d'aquest personatge, treballs que han estat publicats per diverses revistes a Mèxic, Cuba, Espanya, Veneçuela, Panamà i Estats Units.
Des de 1999 és membre del Sistema Nacional d'Investigadors del Consell Nacional de Ciència i Tecnologia de Mèxic. Forma part del
Centre d'Estudis Martianos de l'Havana, Cuba, per realitzar l'edició crítica de les obres completes de Martí.

## Premis
- 2007 Va rebre la Medalla Eligio Ancona, premi que és atorgat per la Universitat Autònoma de Yucatán i el Govern de l'Estat de Yucatán als yucatecos, que destaquen en els àmbits de la ciència, cultura o les arts.[5][6]
- 2010 A Cuba va rebre del Centre d'Estudis Martianos la distinció Pensar és Servir
- 2011 De la Societat Cultural José Martí, el seu màxim guardó La Utilitat de la Virtut
- 2012 Li va ser conferida la Medalla Yucatán, màxima presea lliurada per l'Executiu de l'Estat de Yucatán. Aquest mateix any va ser designat Membre Corresponent a l'estranger de l'Acadèmia d'Història de Cuba.